# Gump
Gump è un singolo di "Weird Al" Yankovic estratto dall'album Bad Hair Day ed è la parodia di Lump dei The Presidents of the United States of America.

## Significato
La canzone è una satira del famoso film Forrest Gump.

## Tracce
CD single
1. Gump - 2:10
2. Spy Hard - 2:49
3. Since You've Been Gone - 1:22
4. Since You've Been Gone (Karaoke Version) - 1:22
5. Callin' in Sick (Instrumental) - 3:40
6. Spy Hard (Instrumental) - 2:49
7. Spy Hard (Orchestral Mix) - 2:49

Cassette single
1. Gump - 2:10
2. Spy Hard - 2:49

## Il video
Il video è la parodia della scena iniziale del film Forrest Gump e mostra Weird Al, Steve Jay e Jon Schwartz che suonano e interpretano i tre componenti dei The Presidents of the United States of America, mentre Forrest Gump (nel video interpretato da Andy Comeau) viene spesso malmenato dalle persone a cui cerca di far assaggiare i suoi cioccolatini.
Nel videoclip fa una comparsa anche il cantante Pat Boone.

## Classifiche
| Classifica (1996)                     | Posizione massima |
| ------------------------------------- | ----------------- |
| U.S. Billboard Bubbling Under Hot 100 | 2                 |